# North Carolina Courage
North Carolina Courage er en professionel fodboldklub for kvinder, hjemmehørende i Cary, North Carolina, USA. Klubben var en af de etablerende medlemmer af National Women's Soccer League (NWSL) og kaldtes dengang Western New York Flash. Klubben flyttede til North Carolina i 2017. Klubben er en del af mændenes North Carolina FC, der spiller i North American Soccer League. Holdet spiller deres hjemmekampe på WakeMed Soccer Park.

## Aktuel trup
Oversigten er opdateret til og med 9. marts 2020
Kilde: North Carolina Courage Arkiveret 6. juni 2017 hos  Wayback Machine
| No. | Position        | Spiller              | Nation      |
| --- | --------------- | -------------------- | ----------- |
| 0   | Målmand         | Katelyn Rowland      | USA         |
| 1   | Målmand         | Stephanie Labbé      | Canada      |
| 3   | Forsvarsspiller | Kaleigh Kurtz        | USA         |
| 4   | Angriber        | McKenzie Meehan      | USA         |
| 5   | Midtbanespiller | Samantha Mewis       | USA         |
| 6   | Forsvarsspiller | Abby Erceg (anfører) | New Zealand |
| 8   | Midtbanespiller | Denise O'Sullivan    | Irland      |
| 9   | Angriber        | Lynn Williams        | USA         |
| 10  | Midtbanespiller | Debinha              | Brasilien   |
| 11  | Forsvarsspiller | Merritt Mathias      | USA         |
| 12  | Angriber        | Leah Pruitt          | USA         |
| 13  | Forsvarsspiller | Abby Dahlkemper      | USA         |
| 14  | Angriber        | Jessica McDonald     | USA         |
| 15  | Forsvarsspiller | Jaelene Daniels      | USA         |
| 19  | Midtbanespiller | Crystal Dunn         | USA         |
| 20  | Forsvarsspiller | Ryan Williams        | USA         |
| 21  | Midtbanespiller | Cari Roccaro         | USA         |
| 23  | Angriber        | Kristen Hamilton     | USA         |
| 25  | Midtbanespiller | Meredith Speck       | USA         |
| 26  | Forsvarsspiller | Hailey Harbison      | USA         |
| 27  | Midtbanespiller | Lauren Milliet       | USA         |
| 37  | Målmand         | Samantha Murphy      | USA         |
| —   | Forsvarsspiller | Hailie Mace          | USA         |